# Aaron Schimberg
Aaron Schimberg (* im 20. Jahrhundert) ist ein US-amerikanischer Filmregisseur, Drehbuchautor und -produzent.

## Leben und Karriere
Aaron Schimberg wurde mit einer beidseitigen Gaumenspalte geboren und wollte eigenen Angaben zufolge schon immer Filmemacher werden. Seine Arbeiten kreisen oftmals um die Themen Behinderung oder Entstellung.
Er studierte „Film Writing“ an der USC Film School, die er 1999 mit einem Bachelor of Arts verließ. Sein Debüt als Regisseur gab Schimberg zehn Jahre später mit dem Kurzfilm Late Spring: Regrets for Our Youth (2009). Bei dem fünfminütigen Streifen war er auch als alleinverantwortlicher Drehbuchautor sowie gemeinsam mit Vanessa McDonnell als Schauspieler beteiligt. Schimberg selbst hatte sich eigentlich nie vorstellen können, jemals bei einem Filmprojekt Regie zu führen. „Ich habe mich nicht darauf eingelassen, weil ich naiv war, was die Funktionsweise der Branche angeht [...] Ich wollte einfach die Existenz dieser riesigen Maschine leugnen, die die Kunst kontrolliert, die ich liebte“, so der Künstler im Jahr 2024.
Im Jahr 2013 folgte Schimbergs Spielfilmdebüt Go Down Death. Der Schwarzweiß-Streifen auf 16-mm-Film abgedreht, präsentierte Episoden makaberer Volksmärchen, die angeblich von dem fiktiven Schriftsteller Jonathan Mallory Sinus verfasst wurden. Das Werk wurde auf mehreren nordamerikanischen Filmfestivals vorgestellt, erhielt gemischte Kritiken und war laut dem Regisseur kommerziell nicht erfolgreich.
Sein zweiter Spielfilm Chained for Life (2018) war ebenfalls an den Kinokassen wenig Erfolg beschieden, fand aber großen Anklang bei der Filmkritik. Die Tragikomödie mit Jess Weixler und Adam Pearson in den Hauptrollen beleuchtete die Dreharbeiten an einem Horrorfilm, bei denen sich die attraktive Hauptdarstellerin in ihren entstellten Co-Darsteller verliebt. Schimberg war seit jeher unzufrieden darüber, dass er sich als Person mit angeborener Gesichtsdeformität mit keiner Figur in der Kinogeschichte identifizieren konnte. Er verpflichtete daraufhin den britischen Hauptdarsteller Adam Pearson, der ihm in Jonathan Glazers Science-Fiction-Thriller Under the Skin (2013) aufgefallen war und auch im wirklichen Leben unter einer Neurofibromatose leidet. Chained for Life gewann eine Hand voll US-amerikanischer Festivalpreise und wurde auch außerhalb Nordamerikas auf Festivals gezeigt.
Schimbergs dritter Spielfilm A Different Man (2024) wurde in das Programm des 40. Filmfestivals von Sundance und in den Hauptwettbewerb der 74. Berlinale aufgenommen. Der Thriller erzählt von einem ehrgeizigen New Yorker Bühnenschauspieler, der sich einem radikalen chirurgischen Eingriff unterzieht, um sein Aussehen den gängigen Schönheitsidealen anzupassen. Das Traumgesicht verwandelt sich aber schnell in einen Albtraum, als er infolge der Operation die Rolle seines Lebens verliert. Die Hauptrolle des Edward übernahm Sebastian Stan, während Adam Pearson für den Part des Konkurrenten Oswald verpflichtet wurde. A Different Man erhielt Lob seitens der Fachkritik und Schimberg wurde vom Branchendienst Variety unter ihren „10 Directors to Watch“ des Jahres 2024 gelistet.
Aaron Schimberg lebt in New York. Er nennt Luis Buñuel, die Marx Brothers, Ernst Lubitsch und Samuel Fuller als Künstler, die seine Arbeit geprägt haben.

## Filmografie (Auswahl)
- 2009: Late Spring: Regrets for Our Youth (Kurzfilm)
- 2013: Go Down Death
- 2018: Chained for Life
- 2024: A Different Man

## Auszeichnungen
- Für Chained for Life:
  - 2018: Knoxville Film Festival – Bester Film
  - 2018: New Hampshire Film Festival – Bester Film
  - 2018: New Orleans Film Festival – Bester Film
  - 2019: Florida Film Festival – Großer Preis der Jury
  - 2019: Method Fest – Bester Film
- Für A Different Man:
  - 2024: Palm Springs International Film Festival – Aufnahme in Varietys „10 Directors to Watch“-Liste
  - 2024: Internationale Filmfestspiele Berlin – Nominierung für den Goldenen Bären (Bester Film)